# Stadio Mikheil Meskhi
Lo stadio Mikheil Meskhi (in georgiano მიხეილ მესხის სტადიონი?), anche noto come stadio Lokomotivi, è un impianto sportivo polivalente di Tbilisi, in Georgia.
Porta il nome di Mikheil Meskhi, che nel 1998 fu eletto miglior calciatore georgiano del XX secolo. Viene prevalentemente utilizzato per gli incontri casalinghi della squadra di calcio del Lokomotivi Tbilisi.
Occasionalmente ospita anche partite di rugby a 15 e rugby a 13. Fu ricostruito nel 2001 e possiede una capienza pari a 27 223 spettatori, risultando così il secondo impianto sportivo del paese dietro lo stadio Boris Paichadze.